# Busenaz Sürmeneli
Busenaz Sürmeneli (Trabzon, 26 de maio de 1998) é uma boxeadora turca, campeã olímpica.

## Carreira
Ela cresceu em Trabzon, para onde sua família se mudou devido à profissão de seu pai. Em sua infância, queria jogar no time de futebol feminino local. Aos dez anos, foi para o boxe com o treinamento de Cahit Süme, diretor técnico da seleção turca. Sürmeneli conquistou a medalha de ouro nos Jogos Olímpicos de Verão de 2020 em Tóquio, após derrotar a chinesa Gu Hong na categoria peso meio-médio e consagrar-se campeã.